# Julian Abele
Julian Francis Abele (Filadelfia, 30 aprile 1881 – Filadelfia, 23 aprile 1950) è stato un architetto statunitense di spicco afroamericano e progettista capo negli uffici di Horace Trumbauer. Ha contribuito alla progettazione di oltre 400 edifici, tra cui la Free Library of Philadelphia (1901), la Widener Memorial Library dell'Università di Harvard (1912-15), la Parkway Central Library (1917-27), e il Philadelphia Museum of Art (1914-28). È stato il progettista principale del campus ovest della Duke University (1924-54).
I contributi di Abele allo studio di Horace Trumbauer furono grandi, ma l'unico edificio per il quale rivendicò la paternità durante la vita di Trumbauer fu la Duke University Chapel. Dopo la morte di Trumbauer, avvenuta nel 1938, Abele diresse lo studio di architettura e progettò altri edifici della Duke, tra cui l'Allen Administrative Building e il Cameron Indoor Stadium.

## Biografia
Abele nacque a Filadelfia da una famiglia importante. Suo nonno materno era Robert Jones, che alla fine del XVIII secolo fondò la Chiesa Presbiteriana Centrale di Lombard Street. Era anche imparentato con Absalom Jones, che nel 1794 aveva stabilito la Chiesa Episcopale Africana di St. Thomas, la prima chiesa nera di Filadelfia. Il figlio di Abele, Julian Francis Abele, Jr. era un ingegnere architettonico e suo nipote, Julian Abele Cook, lavorava come coordinatore degli edifici della Università Howard.
Abele ha utilizzato molti mezzi: acquerello, litografia, acquaforte e matita, legno, ferro, oro e argento. Progettava e costruiva da solo tutti i suoi mobili, realizzando anche il petit point. Pur conoscendo molti stili storici, sembrava amare soprattutto lo Stile Luigi XIV.

## Formazione

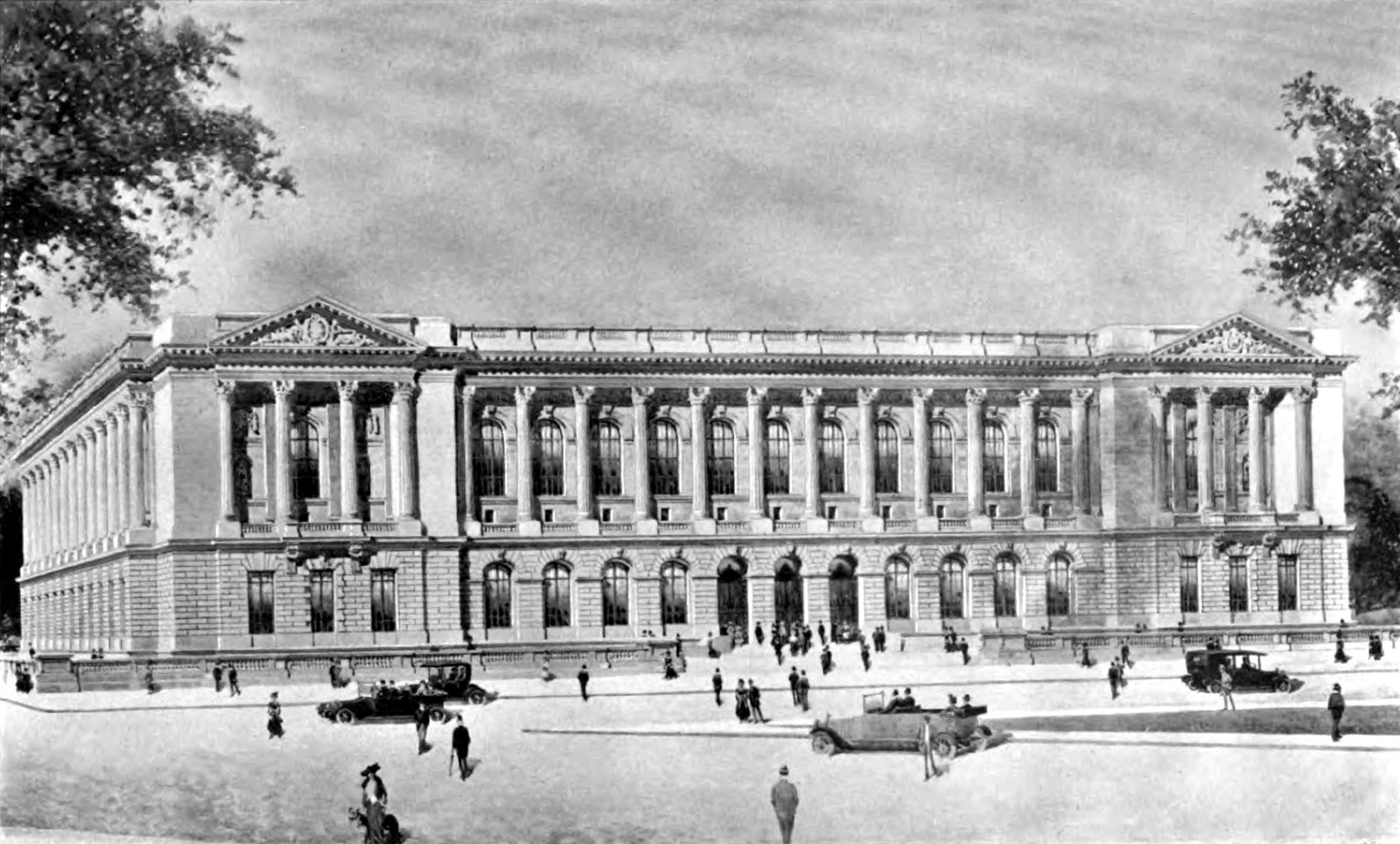
Disegno di presentazione (1918) per la Free Library di Philadelphia. Sebbene non sia firmato, sembra essere stato disegnato da Abele.

Abele frequentò l'Istituto Quacchero per Giovani di Colore, condotto da quaccheri, che in seguito divenne la Cheyney University, dove eccelse in matematica e fu scelto per pronunciare il discorso di laurea. Nel 1898, completò un corso biennale di disegno architettonico presso la Pennsylvania Museum School of Industrial Art (PMSIA, oggi University of the Arts).
Fu il primo studente nero ammesso al Dipartimento di Architettura dell'Università della Pennsylvania. Questo risultato era ancora più degno di nota per le restrizioni che i neri dovevano affrontare all'università, tra cui l'impossibilità di vivere nei dormitori o di cenare nella mensa della scuola. Nei progetti assegnati a coppie di studenti, ha collaborato con Louis Magaziner, l'unico studente ebreo del dipartimento, anche lui vittima di discriminazione. Questo fu l'inizio di un'amicizia che durò tutta la vita tra i due.
Nel 1901 vinse un concorso studentesco per la progettazione di una porta pedonale in stile Beaux Arts. La sua proposta aveva la forma di un'Esedra, una panchina curva fiancheggiata da pilastri, ma con dei gradini che passavano al centro. Questo divenne il suo primo incarico quando fu costruito nel campus dell'Haverford College. Il cancello commemorativo Edward B. Conklin si trova all'ingresso di Railroad Avenue del college. Era molto rispettato tra i suoi colleghi, guadagnandosi il soprannome di “Volenteroso e capace”, e vinse anche dei premi studenteschi per i suoi progetti di un ufficio postale e di un museo di botanica, e fu eletto presidente della Società di Architettura dell'università.
Divenne il primo laureato nero del dipartimento di architettura dell'Università della Pennsylvania nel 1902. Lavorò part-time per un architetto locale e frequentò i corsi serali presso la Pennsylvania Academy of the Fine Arts. Sotto la sponsorizzazione finanziaria dell'architetto di Filadelfia Horace Trumbauer, viaggiò in Francia e in Italia, un'esperienza che avrebbe influenzato il suo lavoro di progettazione per tutta la vita.

### LaÉcole des Beaux-Arts
Tra il 1903 e la sua assunzione da parte di Horace Trumbauer nel 1906, Abele viaggiò in tutta Europa. I suoi discendenti sostengono che durante il suo soggiorno studiò all'École des beaux-arts di Parigi. Ma Sandra L. Tatman, co-autrice di The Biographical Dictionary of Philadelphia Architects, 1700-1930, non è riuscita a trovare alcun documento che attesti la sua iscrizione all'École. Ammette che potrebbe aver avuto il permesso di partecipare in modo informale all'atelier della scuola. Inoltre, nota che Abele ha elencato viaggi in Francia, Italia, Inghilterra, Germania, Svizzera e Spagna nella sua domanda di iscrizione all'American Institute of Architects (AIA), ma non studi all'École des Beaux-Arts.

## Carriera

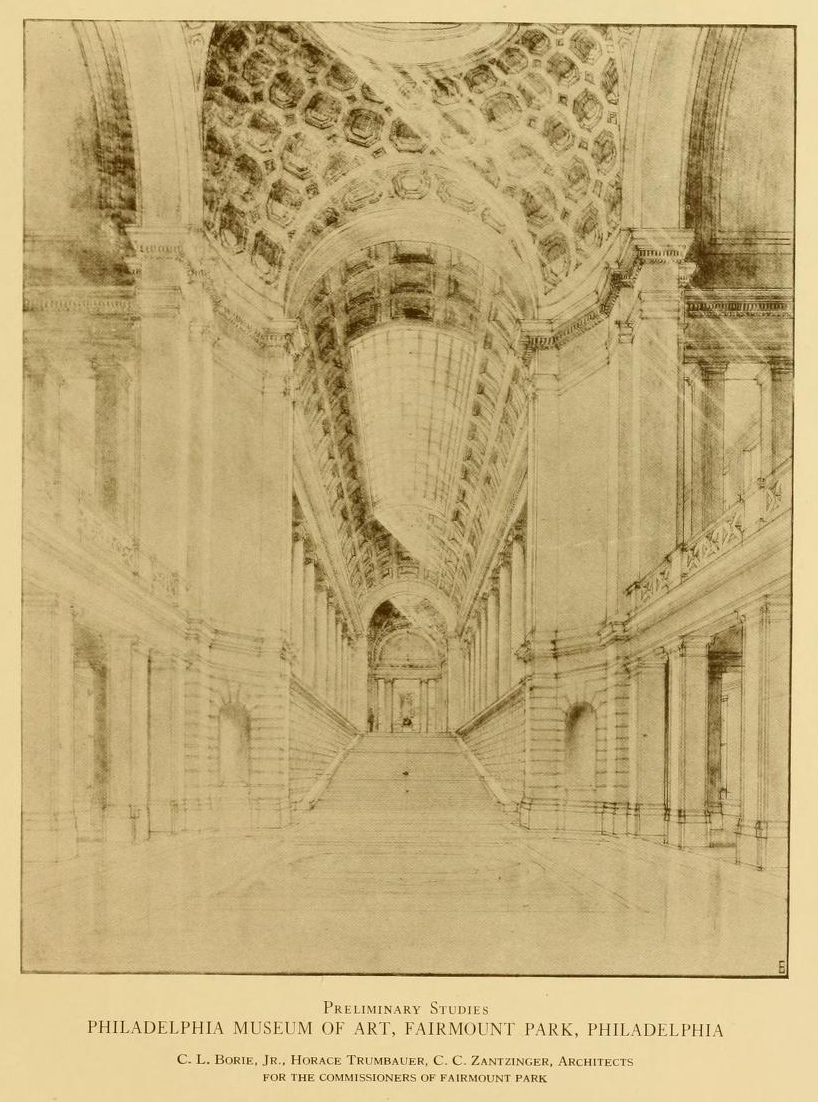
Studio preliminare per il Philadelphia Museum of Art (1916), forse disegnato da Abele

Subito dopo la laurea all'Università della Pennsylvania nel 1902, Abele si recò a ovest, a Spokane, Washington, dove progettò una casa per sua sorella, Elizabeth Abele Cook, prima di tornare a est. Nel 1906, Abele entrò nello studio Trumbauer come assistente del capo progettista Frank Seeburger. Quando Seeburger lasciò lo studio nel 1909, Abele divenne capo progettista. La posizione di Abele all'interno dell'azienda non era un segreto: era il secondo dipendente più pagato. Era un architetto.
Lo storico dell'arte David B. Brownlee ha studiato i 14 anni di sforzi per progettare e costruire il Philadelphia Museum of Art, nel periodo 1914-28. Attribuisce all'architetto di Trumbauer Howell Lewis Shay la planimetria e la struttura dell'edificio, ma nota che i disegni prospettici finali sono opera della mano distintiva di Abele. Il design dei terrazzamenti esterni, compresi i gradini anteriori celebrati nel film Rocky del 1976, è accreditato ad Abele.
Abele è stato anche l'architetto della Eisenlohr Hall, che funge da casa ufficiale del Presidente dell'Università della Pennsylvania nel campus della Penn.
Dopo la morte di Trumbauer nel 1938, lo studio continuò fino al 1950 con il nome di “Ufficio di Orazio Trumbauer”, co-diretto da Abele e William O. Frank. Le commissioni erano difficili da ottenere durante la Grande depressione e la Seconda Guerra Mondiale, ma lo studio completò il Duke Indoor Stadium della Università Duke nel 1940, che fu rinominato Cameron Indoor Stadium nel 1972, e successivamente realizzò delle aggiunte alla Duke's Library (1948) e progettò l'Allen Administrative Building della Duke (1954).
Quando Abele entrò a far parte dell'American Institute of Architects nel 1942, il direttore del Philadelphia Museum of Art Fiske Kimball lo definì “uno dei designer più sensibili d'America”. Lo Smithsonian Magazine lo descrisse, in una retrospettiva sulla sua carriera, come “probabilmente l'architetto [nero] più realizzato della sua epoca”.
Nonostante fosse il progettista principale della Duke University, ad Abele fu rifiutato l'alloggio in un hotel di Durham durante una visita al campus. Sebbene solo nel 1988 sia stato esposto un suo ritratto all'interno dell'Università, il quadrilatero principale della Duke University è ora ufficialmente chiamato Abele Quad, con una targa di dedica posta in evidenza nel punto più frequentato del campus.

## Vita privata
Nel 1925, all'età di 44 anni, sposò Marguerite Bulle, una pianista francese di 20 anni più giovane. Ebbero tre figli: Julian Abele, Jr., Marguerite Marie Abele (morta giovane) e Nadia Boulanger Abele. Marguerite lo lasciò nel 1936, per diventare la moglie in comunione dei beni del cantante lirico Jozef Kowalewski, con il quale ebbe altri tre figli. Poiché Abele non ha mai intrapreso azioni per divorziare dalla moglie, i figli di Kowalewski hanno condiviso il suo patrimonio.
Morì per un attacco di cuore nel 1950, a Filadelfia ed è sepolto al Cimitero di Eden, a Collingdale Pennsylvania.

## Eredità
- L'Allen Administration Building della Duke University, da lui progettato, fu completato dopo la sua morte nel 1950.
- Nel 1988, la Duke University ha onorato Abele con il suo ritratto che è esposto nell'atrio principale dell'Allen Building. Fu il primo ritratto di un afroamericano ad essere esposto nel campus.[33] Per riconoscere in modo evidente il suo contributo al Campus Ovest della Duke University, il quadrilatero principale della Duke è ora ufficialmente chiamato Abele Quad, con una targa di dedica posta al centro del campus ovest.[31]
- Il 17 agosto 2012 è iniziata la costruzione del Julian Abele Park, tra la 22ª e Carpenter Street a Filadelfia.[35][36]
- Lo storico dell'architettura Dreck Spurlock Wilson sta preparando la prima biografia di Abele.[37]

## Galleria d'immagini

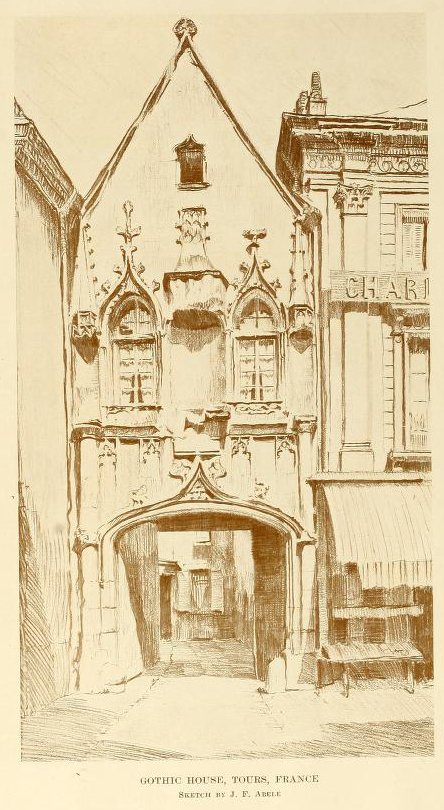
Gothic House, Tours, Francia (1915), schizzo di Abele
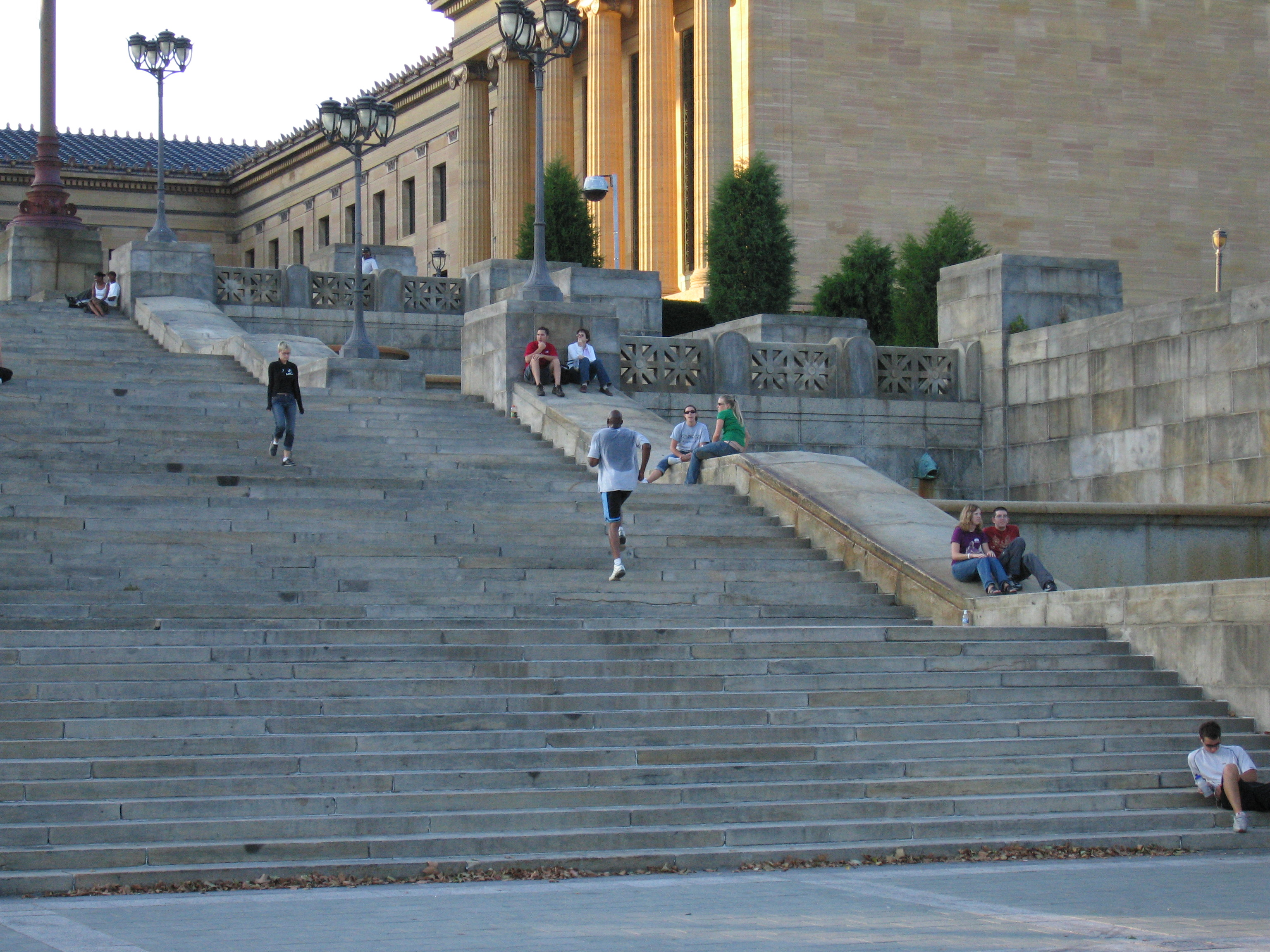
Rocky Steps e le terrazze del Philadelphia Museum of Art, Filadelfia (1928)
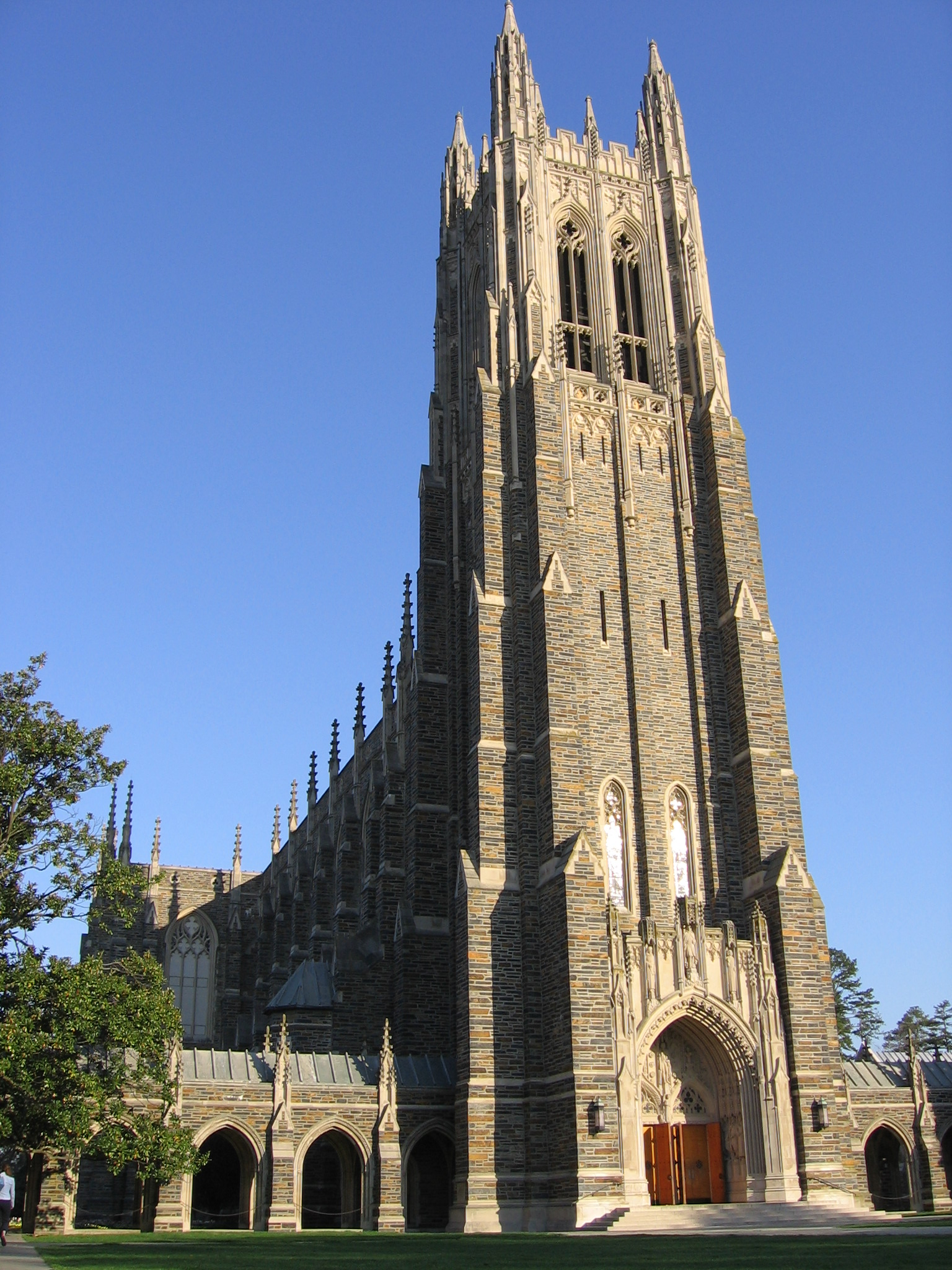
Cappella dell'Università Duke, Durham, Carolina del Nord (1932)
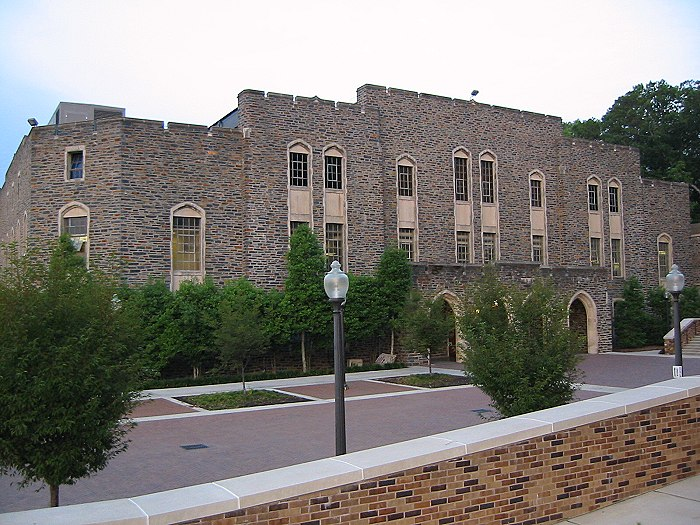
Cameron Indoor Stadium, Università Duke, Durham, Carolina del Nord (1940)
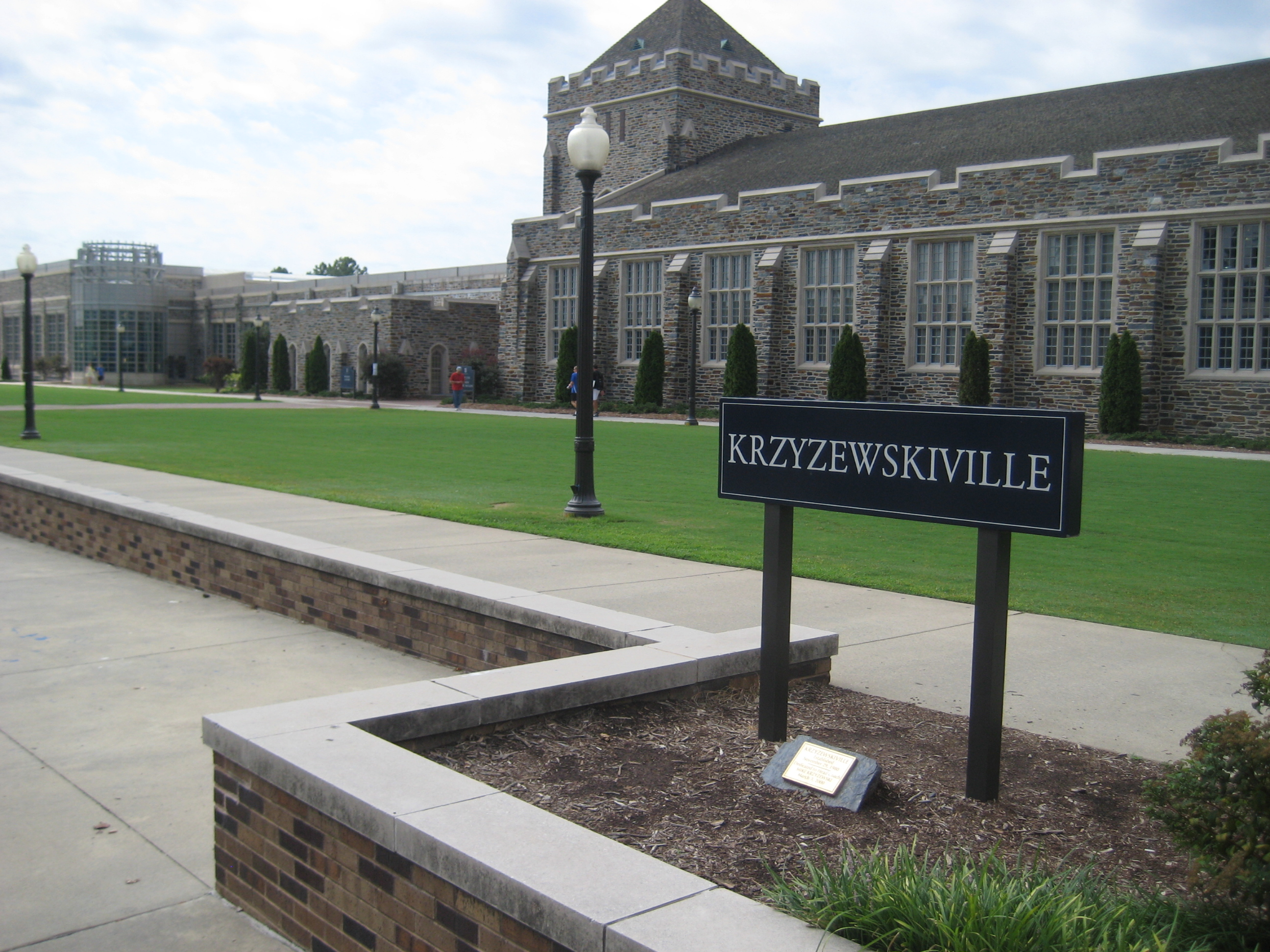
Krzyzewskiville Prato, Cameron Indoor Stadium, Università Duke, Durham, Carolina del Nord
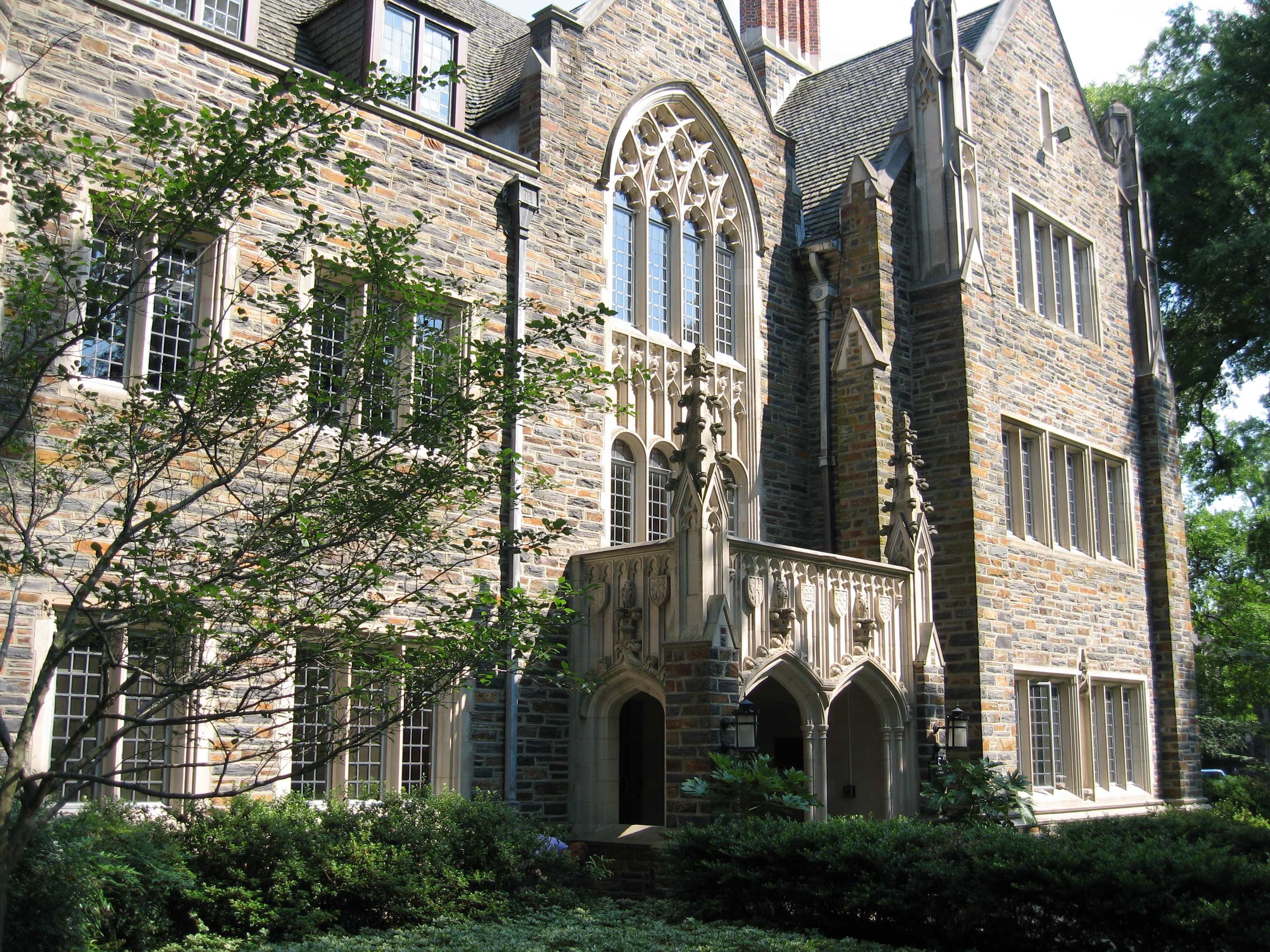
Edificio amministrativo Allen, Università Duke, Durham, Carolina del Nord (1954)
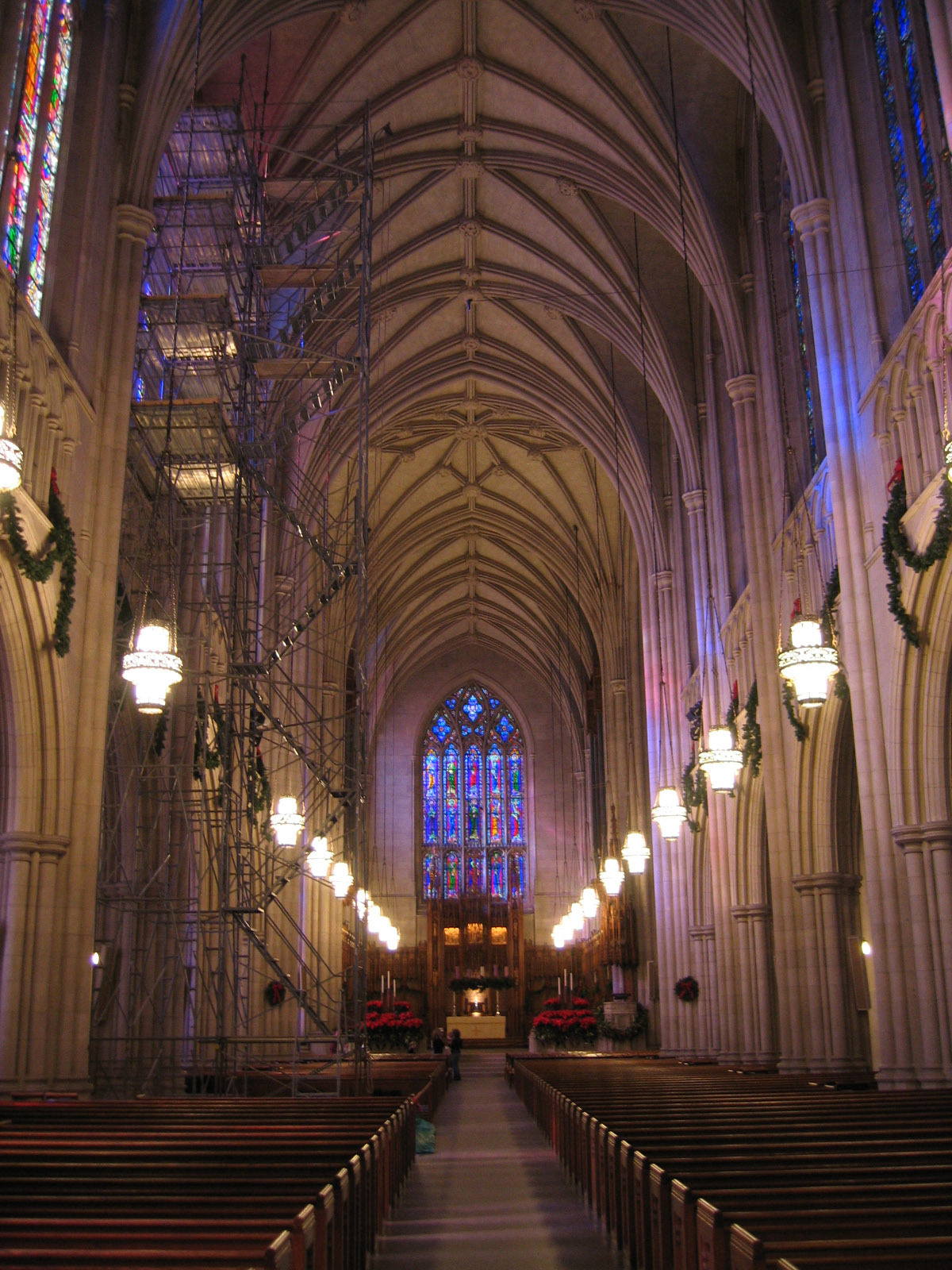
All'interno della Duke Chapel
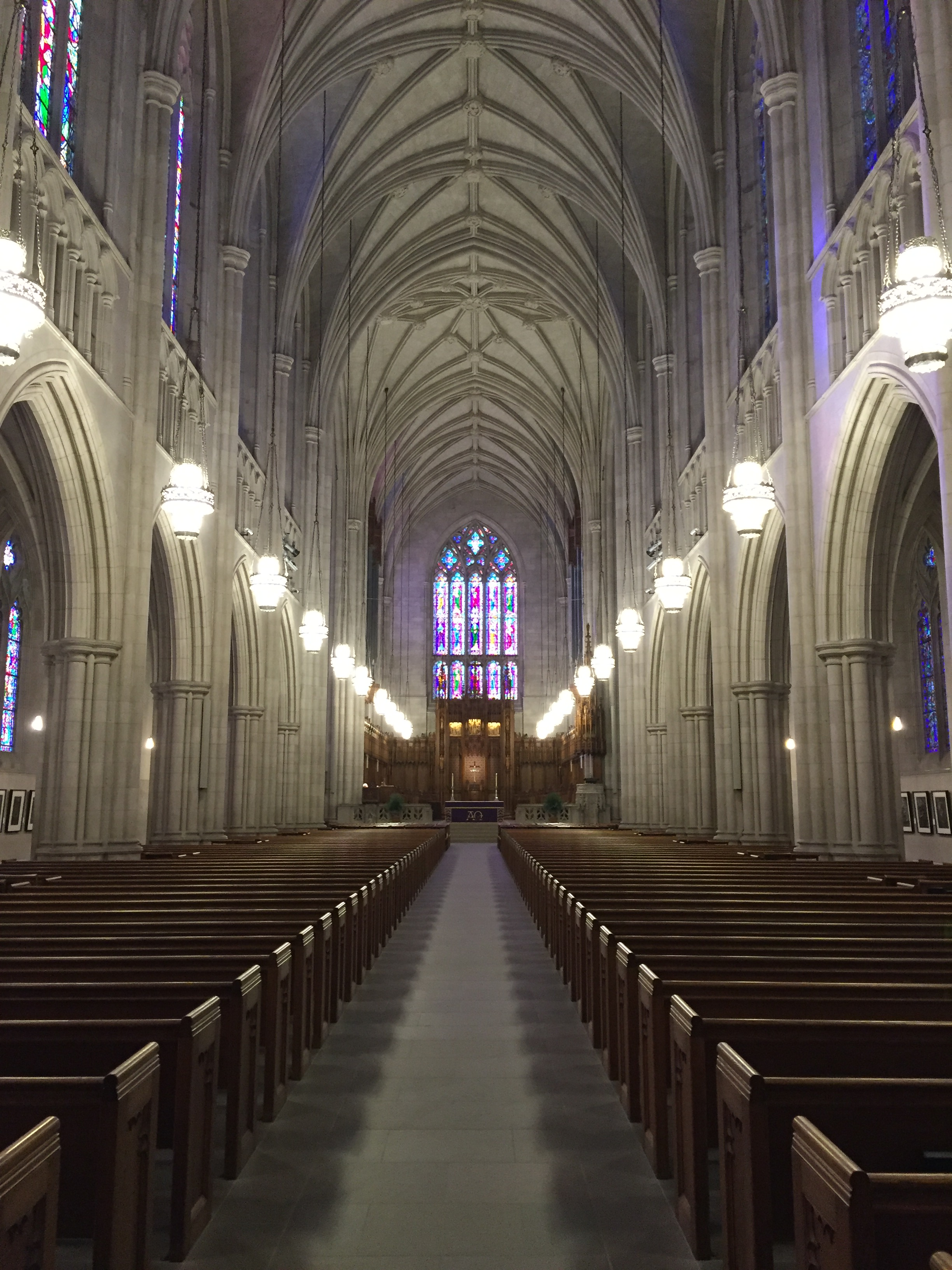
Sempre l'interno della Duke Chapel
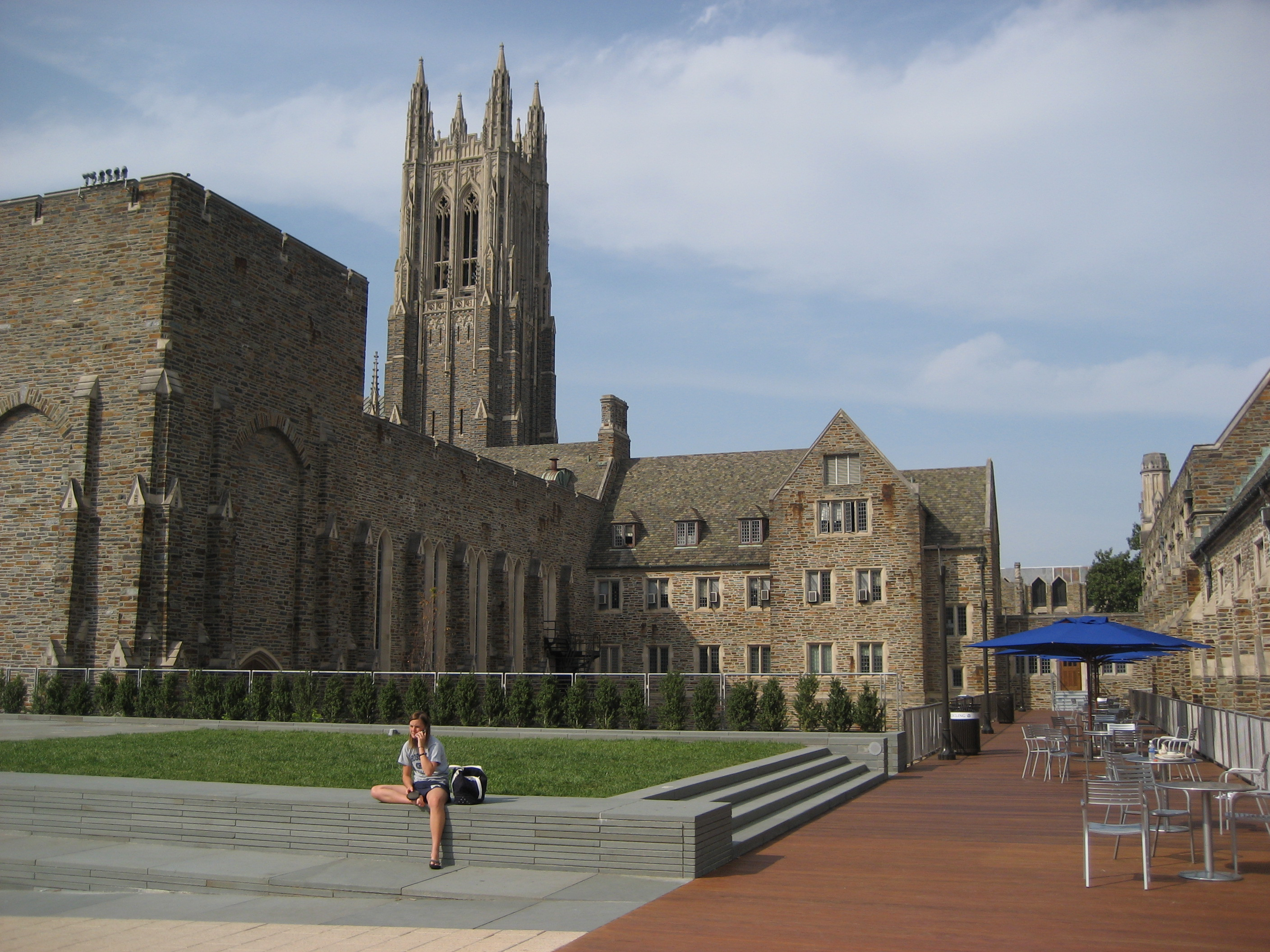
La Duke Chapel riresa dalla passerella del Bryan Center
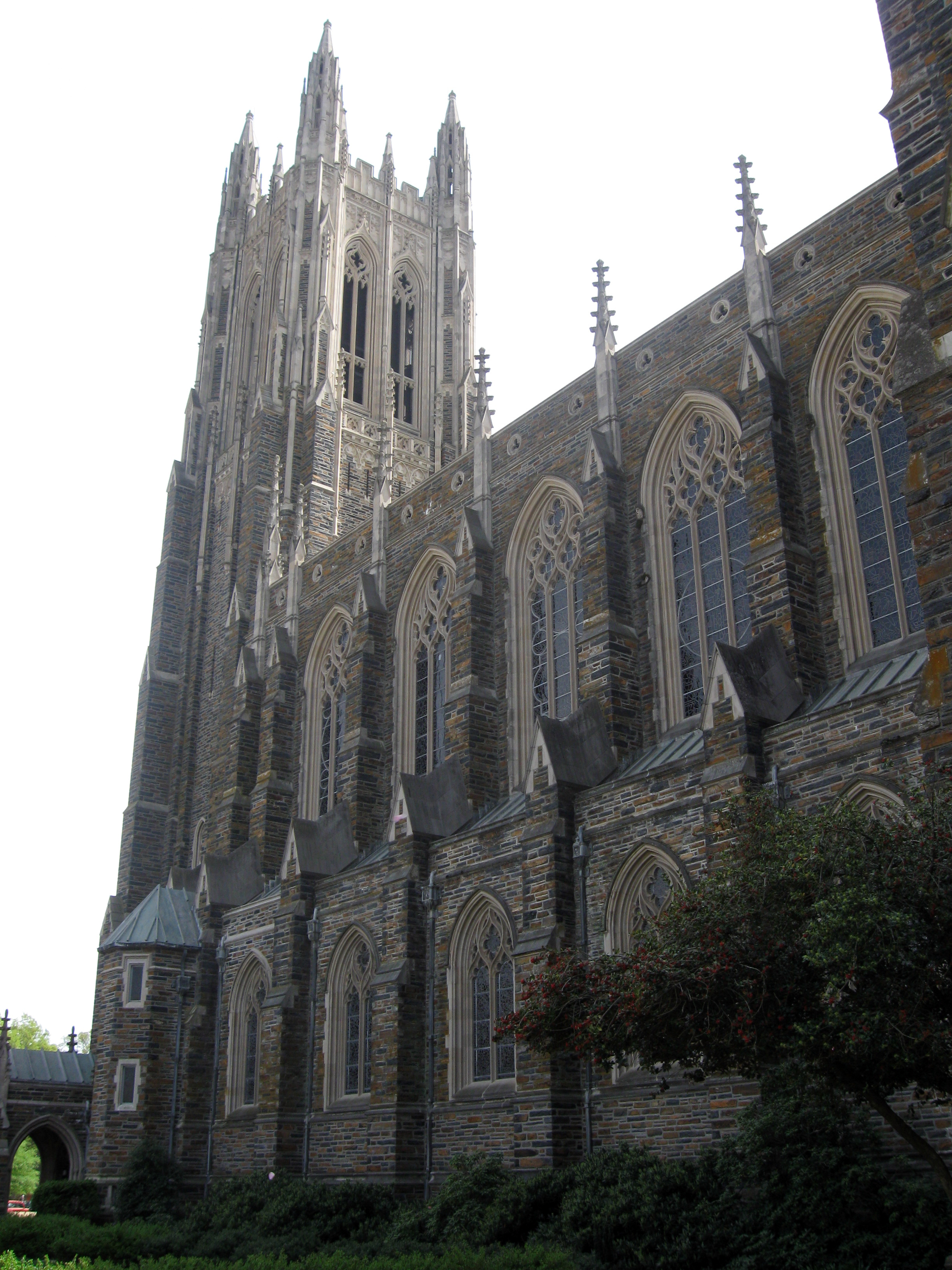
Retro della Duke Chapel
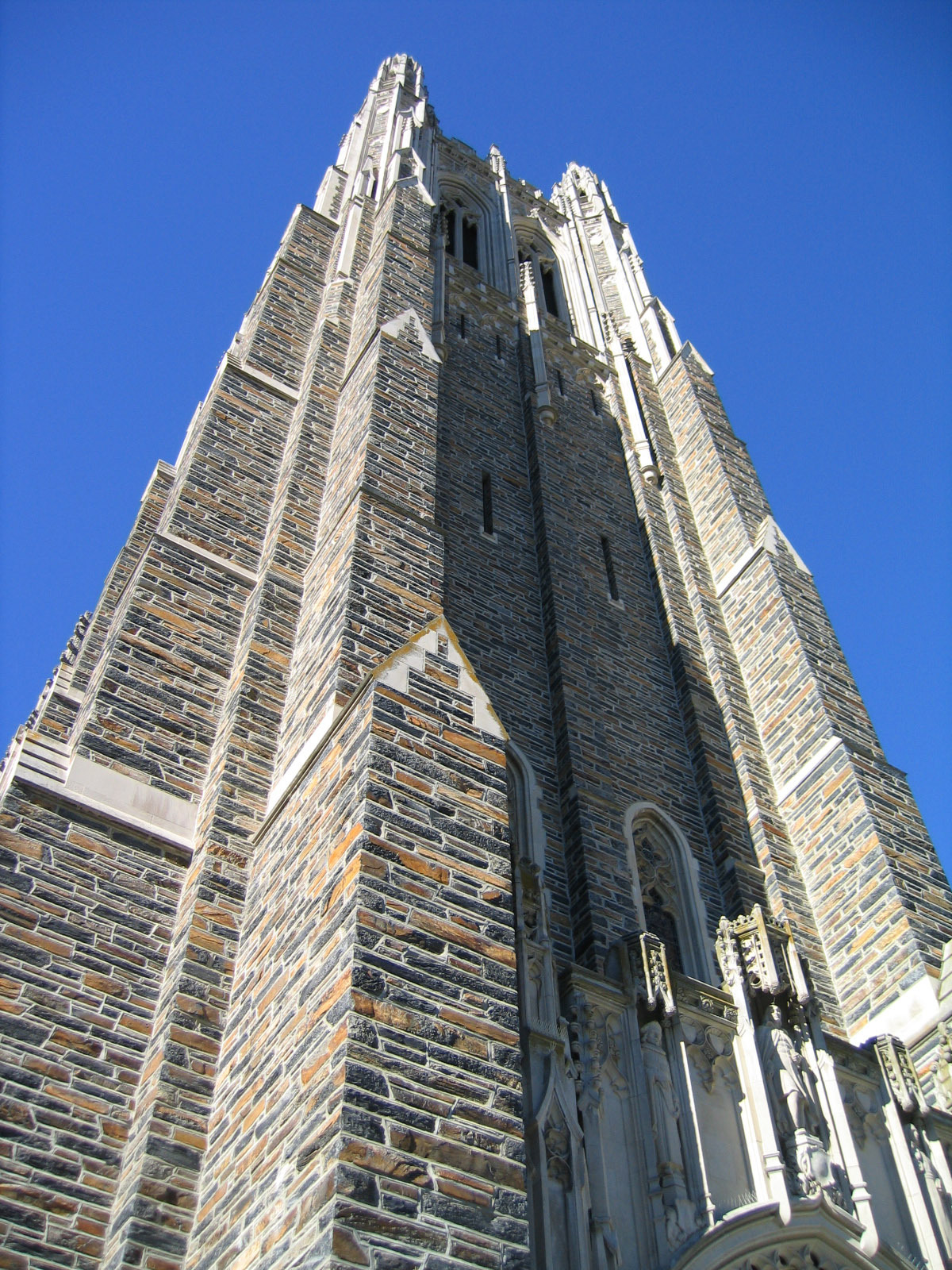
La Duke Chapel
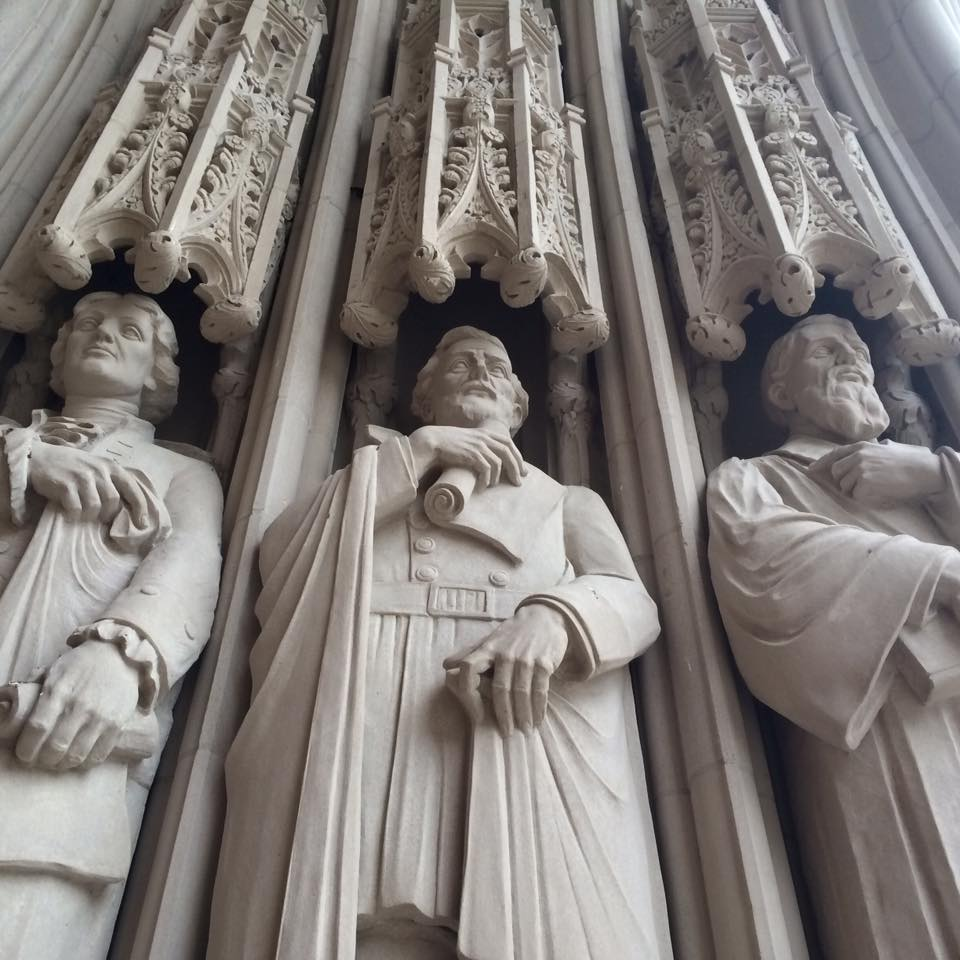
Vista delle statue di Thomas Jefferson, Robert E. Lee e Sidney Lanier presso la Duke Chapel nel campus della Università Duke a Durham.